# Ireneusz Świtała
Ireneusz Świtała – polski filozof, dr hab. nauk humanistycznych, profesor nadzwyczajny Wyższej Szkoły Pedagogicznej w Łodzi i Instytutu Pracy Socjalnej, oraz dziekan Wydziału Pedagogicznego Uniwersytetu Pedagogicznego im. KEN w Krakowie.

## Życiorys
25 października 1996 obronił pracę doktorską Kompleksowość pojęcia szczęścia w koncepcji Władysława Tatarkiewicza, otrzymując doktorat, a 30 czerwca 2008 habilitował się na podstawie oceny dorobku naukowego i pracy zatytułowanej Personalizm włoski od Luigi Stefanii do Armando Rigobello. Studium filozoficzno-historyczne.
Objął funkcję profesora nadzwyczajnego w Wyższej Szkole Pedagogicznej w Łodzi i w Instytucie Pracy Socjalnej, a także dziekana na Wydziale Pedagogicznym Uniwersytetu Pedagogicznym im. KEN w Krakowie.
Piastował stanowisko prorektora Akademii Humanistycznej i Ekonomicznej w Łodzi.

## Publikacje
- 2006: Il giudizio di Władysław Tatarkiewicz sull’eudemonismo – analisi[1]
- 2008: Analiza teorii szczęścia w ujęciu Władysława Tatarkiewicza[1]
- 2008: Szczęście jako kategoria filozoficzna w ujęciu Władysława Tatarkiewicza – Polskiego Filozofa i Historyka Filozofii[1]
- 2014: Pomoc rodzinom w sytuacjach kryzysowych ze szczególnym uwzględnieniem pracy socjalnej w ; Współczesne wyzwania oraz wielowymiarowość edukacji i pracy[1]
- 2015: Praca socjalna z osobami zagrożonymi wykluczeniem społecznym i dylematy etyczne z tym związane, w; Migracje rodziców. Problem społeczno-wychowawczy w Unii Europejskiej[1]
- 2015: Szkoła wobec zachowań ryzykownych dzieci i młodzieży, w; Rozwój i wychowanie dziecka w środowisku przedszkolnym i szkolnym – perspektywy i problemy[1]